# 掃流運搬物質
掃流運搬物質（そうりゅううんぱんぶっしつ、traction load）、または、掃流物質（そうりゅうぶっしつ、traction load、英語では、Bed loadやBedloadとも）とは、何らかの液体が流れた時に、その流れの力によって運搬される物質のうち、その流れの底面上を移動する、液体に不溶の粒子のことである。この他、掃流荷重（そうりゅうかじゅう、Bed load、または、Bedload）という用語もほぼ同義と考えて良い。なお、通常、流れる液体は水、つまり、掃流運搬物質、掃流物質、掃流荷重という言葉が用いられるのは、河川などの説明を行う時である。そこで、本稿では以下、簡単のため水の流れ、すなわち、河川の流れにおける掃流運搬物質、掃流物質、掃流荷重に限って説明する。

## 概説
掃流運搬物質は河川の水に溶けない粒子（砂礫）でできている。これは河川（水）の流れの影響で、河底を、転がったり、滑ったり、跳ね飛んだりしながら移動してゆく。この過程で、掃流運搬物質は互いにぶつかったりして、結果、砕けたり、磨耗したりする。このため、概して掃流運搬物質は、その河川の上流と比べて、下流に行くほど、より小さい粒子、かつ、より丸い粒子となる。
また掃流物質は、粒子の大きさが小さいほど簡単に水の流れによって運搬されやすく、したがって、小さな粒子ほどより下流側に選択的に運搬されてゆく傾向にあることも、下流に行くほど、より小さな粒子のものが増えることに一定の役割を果たしている。しかし、この粒子サイズの選別が行われることについては限界も存在する。それは、大きな粒子の影に小さな粒子が隠れてしまって、流れの力から小さな粒子が、大きな粒子によって守られて、下流へと流れないことがあるためである

。
例えば、河川が増水して流速が上がり、小さな粒子を流れから守っていた大きな粒子が移動を始めた場合は、小さな粒子もまとめて移動を開始する。そのため、下流側に存在する粒子は、必ずしも、その場所より上流の粒子と比べて小さい粒子ばかりになるとは限らない。あくまで、下流に行くほど、サイズの小さな粒子となる傾向があるということである。
なお、河川が掃流物質を運びきれない場合、河川はその場所に、これまで上流から運搬してきた物質を堆積させてゆく。

## 懸濁運搬物質との関係
懸濁運搬物質（けんだくうんぱんぶっしつ、suspended load）、または、懸濁物質（けんだくぶっしつ、suspended load）は、掃流運搬物質と同様に不溶性の物体である点は共通している。しかし、懸濁運搬物質は、掃流運搬物質と比べると基本的に粒子のサイズが小さい。掃流運搬物質は、流れの底面上を転がったり、滑ったり、せいぜい飛び跳ねながら何度も底面に着地しながら運搬されている。これに対して懸濁運搬物質は、基本的に流れに浮かんだ状態で運搬されている。ただし、河川の流速によって運搬する力の強さも変わってくるので、同じ大きさの粒子でも懸濁運搬物質になったり、掃流運搬物質になったりし得るなど、この2つの境界は明確ではない。